# Ordine di San Giacomo della Spada

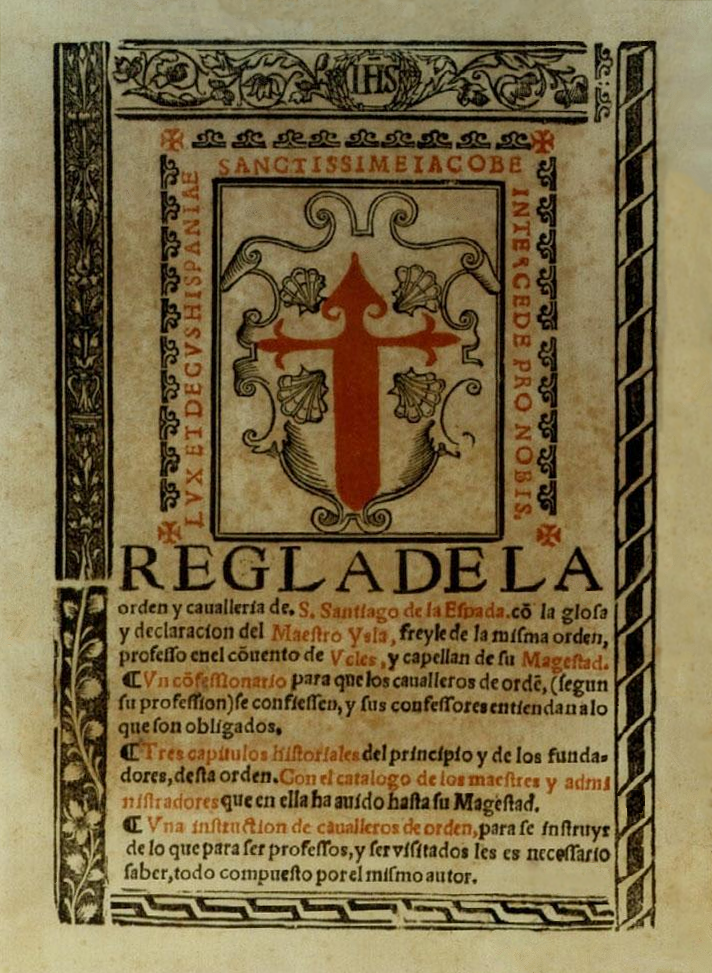
Regla de la orden y cavalleria de S. Santiago de la Espada / co(n) la glosa y declaracion del Maestro Ysla (1547).

L'Ordine Militare di San Giacomo della Spada (in portoghese: Ordem Militar de Sant'Iago da Espada) è un ordine cavalleresco portoghese.

## Storia
Ebbe origine dall'Ordine di Santiago sorto nel 1170 circa, nella regione di Castiglia e León, come ordine cavalleresco di protezione per i pellegrini del Cammino Giacobeo che si recavano a Santiago di Compostela in Galizia per la venerazione del santuario omonimo. Il ramo portoghese dell'ordine venne fondato nel 1290 e confermato dalla Chiesa cattolica con risoluzione di papa Giovanni XXII del 1320.
Nel 1789 Papa Pio VI e la regina Maria I del Portogallo riformarono l'ordine in un'istituzione di tipo secolare. Nel 1834 quando il governo civile portoghese divenne anti-cattolico, dopo la sconfitta del re Michele del Portogallo nella guerra civile che invase il paese in quegli anni, la monarchia perse le proprie proprietà. L'Ordine cavalleresco antico venne perciò trasformato in una libera istituzione, con conseguente legislazione come semplice "ordine di merito".
Nel 1910, quando ebbe fine la monarchia portoghese, la repubblica abolì tutti gli ordini cavallereschi ad eccezione dell'Ordine della Torre e della spada. Ad ogni modo, nel 1917, alla fine ormai della prima guerra mondiale, molti ordini cavallereschi vennero ripristinati come "ordini di merito".
L'Ordine, attualmente, viene concesso a portoghesi e stranieri per meriti nei campi di scienza, letteratura ed arte.

## Classi
L'Ordine dispone delle seguenti classi di benemerenza:
- Gran Collare (GCollSE)
- Gran Croce (GCSE)
- Grand'Ufficiale (GOSE)
- Commendatore (ComSE)
- Ufficiale (OSE)
- Cavaliere (CavSE o DamSE)

| Cavaliere       | Ufficiale  | Commendatore |
| Grand'Ufficiale | Gran Croce | Gran Collare |

## Insegne
- La medaglia dell'ordine consiste in una croce smaltata di rosso avente tre punte fiorate e una a lancia più lunga, circondata da due rami d'alloro di colore verde. Sotto si trova un cartiglio con la frase "Ciência Letras e Artes" (Scienze, Letterature ed Arti).
- La placca riprende le decorazioni della medaglia, ma è montata su una stella con 22 raggi d'oro.
- Il nastro dell'Ordine è lilla.